# Автобусна зупинка

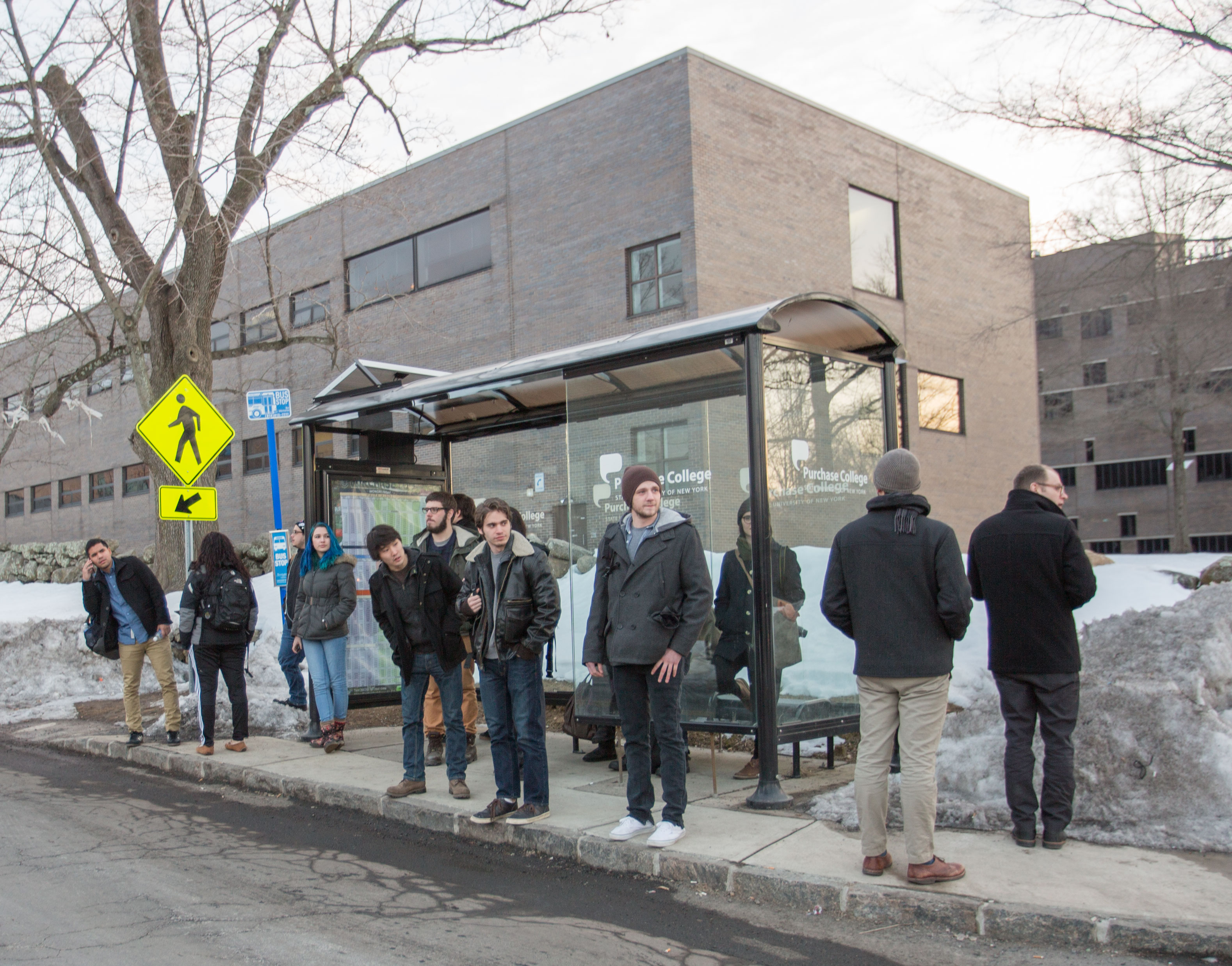
Автобусна зупинка

Авто́бусна зупи́нка — спеціально відведене місце для посадки/висадки пасажирів автобусів. Може бути позначена спеціальним знаком «автобусна зупинка» або фарбою на дорожньому полотні.

## Конструкція
Користування зупинками транспортних засобів (в тому числі автобусними зупинками) регулюється Правилами дорожнього руху що затверджуються Кабінетом Міністрів України.
Автобусні зупинки можуть бути обладнані:
- лавами
- урною для сміття
- графіком дорожнього руху, номерами маршрутів і розкладом
- навісом або іншою спорудою з дахом та стінами для захисту від дощу та вітру
- пунктом продажу квитків
- магазином
- туалетом

### Тубус-зупинка

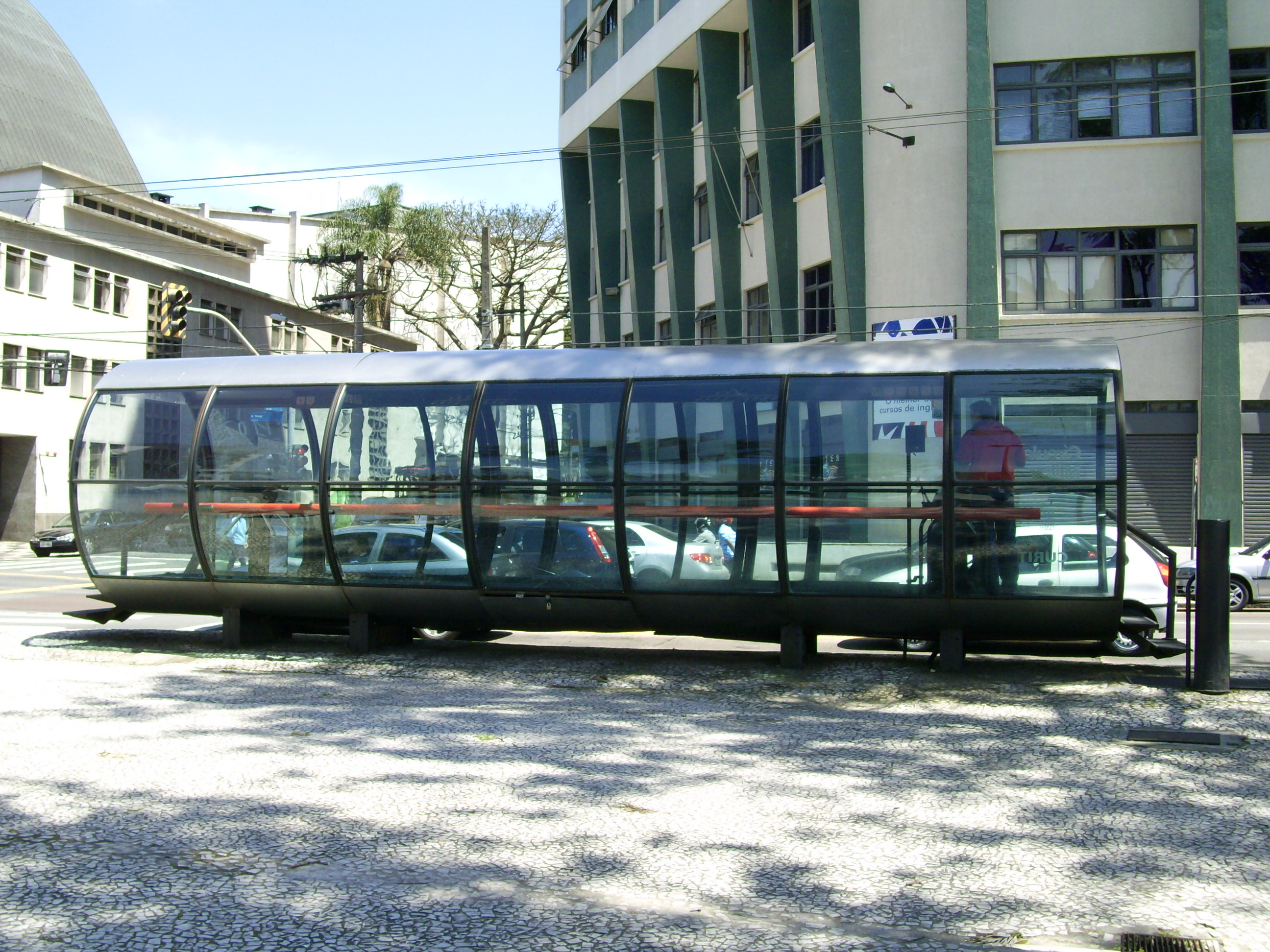
Тубус-зупинка в Куритибі

З'явився в місті Куритиба за часів його модернізації мером Жеймом Лернером.
Після розробки шасі в Куритибі постало два питання: зручність оплати квитків та безпечна висадка пасажирів. Перше було вирішено встановивши турнікети на вході. Складність ж другого полягала у критично дорогій вартості реалізації проєкту. Ідею запропонував Карлос Сеневіва, вона полягала у тому, щоб водії транспортних засобів припарковувалися впритул до платформи.

## Автобусні зупинки як мистецькі об'єкти
В ряді держав, що входили до складу СРСР, і особливо на території України, автобусні зупинки, переважно в сільській місцевості, мають індивідуальний характер, відрізняючись як за оформленням, так часом і за формою. Такі зупинки в 1960-1990-х рр. оформлялися фаховими художниками або студентами художніх освітніх закладів, в різних техніках (живопис, мозаїка, барель'єф тощо) і зараз представляють інтерес для мистецтвознавців та краєзнавців. Див. Автобусні зупинки в Україні